# جون بريلي
جون بريلي (بالإنجليزية: John Briley)‏‏(25 يونيو 1925، كالامازو في الولايات المتحدة)؛ كاتب سيناريو، كاتب مسرحي، منتج أفلام، ضابط وروائي أمريكي.

## الجوائز
- جائزة الأوسكار لأفضل كتابة

## روابط خارجية
- جون بريلي على موقع IMDb (الإنجليزية)
- جون بريلي على موقع قاعدة بيانات الفيلم (الإنجليزية)